# Rooikat AFV
O Rooikat AFV (do africâner para 'Caracal') é um veículo blindado de combate sobre rodas construído na África do Sul para o Exército Sul-Africano. Ele foi projetado para reconhecimento de combate e operações de procura e destruição. Seus papéis secundários incluem apoio de combate, antiblindados e operações antiguerrilha. O Rooikat AFV foi utilizado para missões de penetração profunda do outro lado da fronteira e o design de rodas era necessário para ter velocidade e para contrariar as reais condições do deserto que possam atrasar tanques e veículos movidos por esteira.

## Descrição
O Rooikat 105 é idêntico ao veículo Rooikat que começou a ser desenhado na África do Sul em meados dos anos 80. Para entender a necessidade sul-africana deste veículo temos que entender a situação em que se encontrava a África do Sul em meados dos anos 90. A cada dia era evidente o aumento do poder bélico das forças Cubanas em Angola, bem assim como a de unidades do MPLA, que embora seu aumento de poder bélico não aproveitavam corretamente as vantagens que os seus equipamentos davam, criavam sérios problemas às forças sul africanas.
Os tanques Olifant, eram lentos para as necessidades da África do Sul, se fosse necessário efetuar operações rápidas de inflitração e os pequenos RATEL, equipados com um canhão de baixa pressão de 90mm eram considerados frágeis para as necessidades podendo serem abatidos com facilidade por um RPG-7.
Assim, o Rooikat é um veículo único no mundo, porque pretende ser um carro de combate com capacidade para enfrentar tanques pesados, que lhe foi inicialmente conferida por um canhão de 76mm de alta velocidade que podia vencer a sem dificuldade a blindagem dos tanques de fabrico soviético como o T-55 e T-62.
Posteriormente, o fabricante introduziu uma versão equipada com uma torre com um canhão de 105mm derivado do L-7 da royal ordnance, chamado GT-7 que foi proposta pela BAE Systems South África.
O Rooikat foi desde sua origem fornecido com equipamentos modernos, como um telemetro a laser, dispositivos de visão noturna e computador balístico integrado. A torre é completamente elétrica e pode disparar vários tipos de armamento antitanque de energia cinética e de alto explosivo ou anti-pessoal.
A principal e mais evidente vantagem do Rooikat é a sua prestação na estrada, que permite que ele se desloque a grandes distâncias e a grande velocidade que chega perto dos 120 km/h. Ele pode trafegar apenas com tração 4x4, o que lhe dá superioridade tática, pois uma força equipada com este tipo de arma pode chegar a qualquer lugar rapidamente, antes de uma força militar equipada com tanques pesados.
Embora a África do Sul utilize a versão equipada com canhão de 76mm, até ao momento não houve vendas da versão equipada com canhão de 105mm.
No entanto, o Rooikat não é um verdadeiro tanque de batalha e a sua blindagem não pode resistir ao impacto direto de tiros de calibres superiores a 30mm.

## Principal Utilizador
- África do Sul
  -  Exército Sul-Africano: 240 unidades.[1][2]

## Variantes
- Rooikat 76: Canhão de 76 milímetros
- Rooikat 105: GT7 105 milímetros arma antitanque
- Rooikat ZA 35: Plataforma de armas antiaéreas
- Rooikat SAM: Torre com plataforma de mísseis superfície-ar

## Referência e Ligações Externas
- «Wikipédia» (em inglês)
- «Wikipédia (em italiano)»
- «Enemy Forces»
- «Manufacturer's website». (Accessed 28 July 2008)
- «Factfile on Vehicle». (Accessed 25 February 2009)
- «Rooikat 105 Wheeled Armoured Fighting Vehicles»